# 布朗斯米爾斯章克申
布朗斯米爾斯章克申（英語：Browns Mills Junction）是位於美國新澤西州伯靈頓縣的非建制地區。

## 地理
布朗斯米爾斯章克申所處的海拔為高於海平面22米（即72英呎），而該地所採用的時區為UTC-5，即北美东部时区（EST）。同時該地設有夏令時間，為UTC-5調快一小時，即UTC-4（EDT）。